# تاج محمود
تاج محمود (انگلیسی: Taj Mohammed؛ زادهٔ ۱۹۲۴ - درگذشته نامشخص) بازیکن فوتبال اهل هند-پاکستان است.
از باشگاه‌هایی که در آن بازی کرده است می‌توان به باشگاه فوتبال بنگال شرقی اشاره کرد.
وی همچنین در تیم‌های ملی فوتبال هند و پاکستان بازی کرده است.